# Чемпионат мира по конькобежному спорту на отдельных дистанциях 2019 — командная гонка (мужчины)
Соревнования в командной гонке среди мужчин на чемпионате мира по конькобежному спорту на отдельных дистанциях 2019 года прошли 8 февраля на катке Макс Айхер Арена в Инцелле, Германия. Участие приняли 8 команд. Был установлен рекорд катка.

## Результаты
| Место | Пара | Страна                                                             | Время   | Отставание |
| ----- | ---- | ------------------------------------------------------------------ | ------- | ---------- |
| 1     | 3    | Нидерланды · Свен Крамер · Марсел Боскер · Дауве де Врис           | 3:38,43 | TR         |
| 2     | 3    | Норвегия · Сверре Лунде Педерсен · Синдре Хенриксен · Ховард Бёкко | 3:40,80 | +2,37      |
| 3     | 4    | Россия · Сергей Трофимов · Александр Румянцев · Данила Семериков   | 3:41,31 | +2,88      |
| 4     | 4    | Япония · Сейтаро Итионэ · Рёсуке Цутия · Шейн Уильямсон            | 3:41,96 | +3,53      |
| 5     | 1    | Канада · Тед-Ян Блумен · Джордан Бельчос · Антуан Желина-Больё     | 3:43,04 | +4,61      |
| 6     | 2    | Италия · Андреа Джованнини · Никола Тумолеро · Микеле Малфатти     | 3:44,18 | +5,75      |
| 7     | 2    | Республика Корея · Чон Чжэ Вон · Ким Минсок · Ум Чхон Хо           | 3:48,83 | +10,40     |
| 8     | 1    | Казахстан · Максим Баклашкин · Демьян Гаврилов · Дмитрий Морозов   | 3:48,88 | +10,45     |